# 金善太
金 善太（キム・ソンテ、朝鮮語: 김선태、1911年7月15日または8月2日または8月8日 - 1978年11月29日または12月29日）は、日本統治時代の朝鮮および大韓民国の法曹、政治家、大学教員。第3・4・5代韓国国会議員。
本貫は金陵金氏。別名は逸松、日本名は金澤善太。

## 経歴
全羅南道莞島郡郡外面生まれ、本籍地は忠清南道公州郡。1927年に莞島郡外普通学校を卒業、中学2年生の時にこっそりと海南郡で家の牛を売り、そのお金でソウルに上京した。中東中学校、儆新学校、京城法政学校を経て1936年に日本大学専門部法科に編入、1939年3月に卒業した。同年に高等文官試験司法科に合格した後、光復までは全州・清州・清津で地方法院の判事を務めた。解放後は判事を辞め、1946年8月にソウルで弁護士を開業しながら、国民大学の監事・講師を務めた。1954年の第3代総選挙で莞島郡選挙区から無所属から出馬し、7票差で初当選した。1955年、四捨五入改憲に対する不満で新しく結成された野党の民主党に参加し、同党人権擁護委員会副委員長に選ばれ、1958年の第4代総選挙と1960年の第5代総選挙では民主党所属で同じ選挙区から2回連続当選した。特に李承晩政権期には自由党に対してデモなどの闘争を行ったため、数回拘束された他、1956年の「張勉副大統領暗殺未遂事件」では国会調査団員を、第4代国会では警察中立化法案基礎特別委員会委員長を、1960年の「馬山事件」では国会特別調査団員を、第二共和国時代の同年8月以降では張勉内閣の無任所長官と無任所の国務委員をそれぞれ務めた。5・16軍事クーデター以降は政治活動浄化法により政界を引退したが、1969年に弁護士活動を再開しながら「3選改憲」に反対する改憲反対闘争委員会の幹部を務めた。1970年に新民党に入党し、同党政務委員・人権擁護委員長を務め、1973年に柳珍山に反対する党内勢力が作った民主統一党に参加し、最高委員を務めた。
1978年にソウル市道峰区の自宅で持病により死去。享年68。

## エピソード
1分間に約470文字という答弁の速度は、1978年までに在籍した国会議員の中で最も早口だった。